# Articoli di Smalcalda

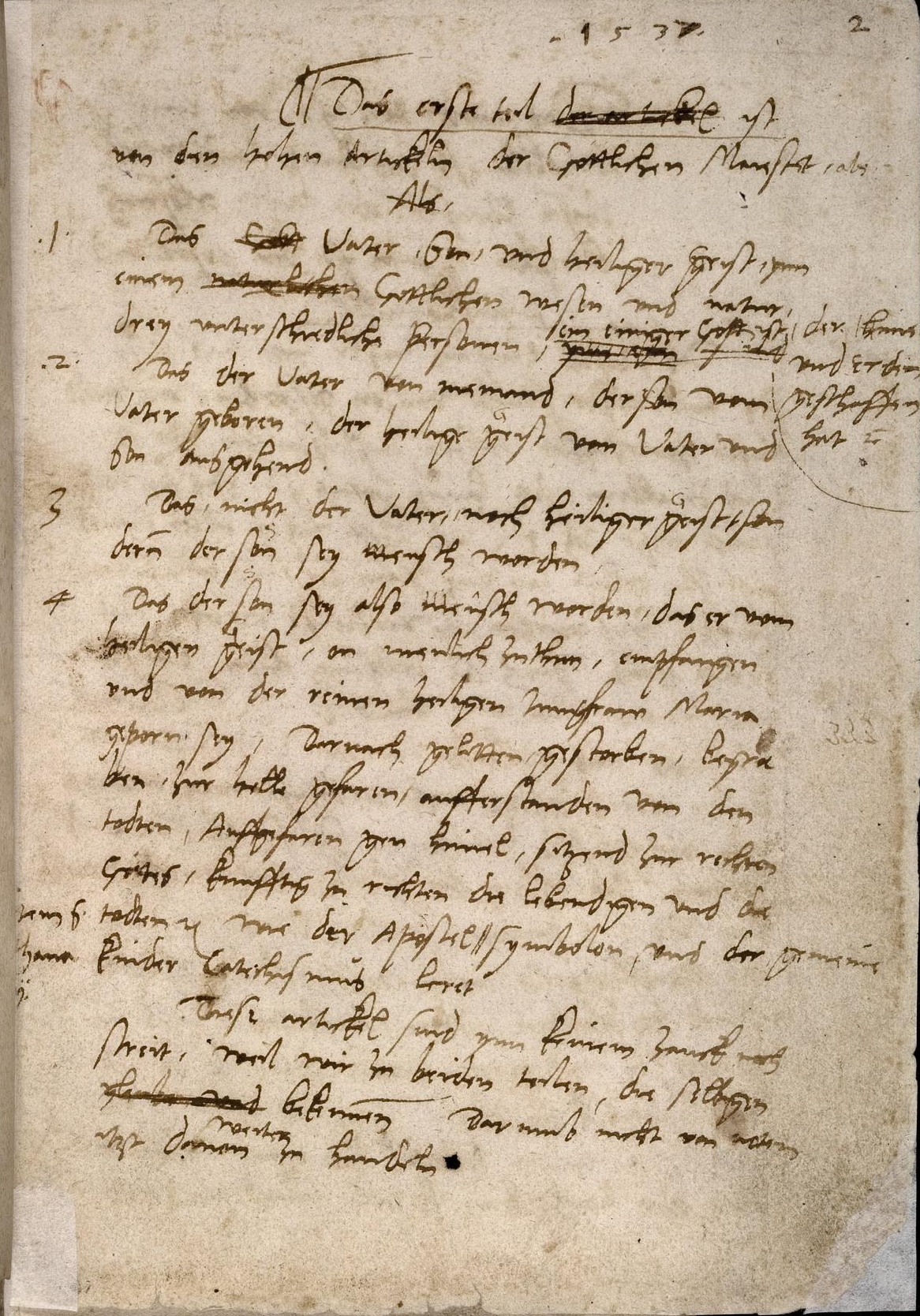
Biblioteca dell'Università di Heidelberg - Articoli di Smalcalda scritti da Martin Lutero, Cod. Pal. germ. 423 - Wittenberg, 1536.

Gli Articoli di Smalcalda o Articoli di Schmalkald (in lingua tedesca Schmalkaldische Artikel) sono una sintesi di dottrina luterana, scritta da Martin Lutero nel dicembre 1536, per una riunione della Lega di Smalcalda del febbraio 1537, in preparazione per un Concilio ecumenico previsto della Chiesa Cattolica.
Essi contengono in particolare un'elencazione degli insegnamenti e delle pratiche della Chiesa Cattolica Romana che i luterani rifiutano. Gli argomenti sono Redenzione, Messa, papato, Venerazione delle reliquie, le indulgenze e argomenti simili. Il linguaggio è chiaro e comprensibile.
Gli Articoli di Smalcalda sono stati firmati da 43 studiosi importanti, tra gli altri, Filippo Melantone, Johannes Bugenhagen, Johannes Agricola, Justus Jonas e Georg Helt.

## Storia
Il protettore di Lutero, il principe Giovanni Federico I dell'Elettorato di Sassonia, gli chiese di preparare questi articoli per la riunione della Lega di Smalcalda nel 1537, da tenersi a Schmalkalden. La Lega era stata organizzata nel 1531 come unione di vari territori luterani e città, per fornire una unione militare e politica contro gli eserciti e politici cattolici, guidati dall'imperatore Carlo V.
Quando la Lega di Smalcalda si riunì, Lutero si ammalò preso da forti dolori, per calcoli renali, e quindi non poté partecipare alla riunione. La Lega alla fine decise per non adottare gli articoli che Lutero aveva scritto. I partecipanti sono stati influenzati a non adottare gli articoli di Smalcalda da Filippo Melantone, il quale temeva che gli scritti di Lutero sarebbero stati considerati da alcuni come fonte di divisione. A Melantone è stato chiesto di scrivere una dichiarazione chiara sul papato e questo fece: un documento che è stato adottato durante la riunione come il Trattato sul potere e il primato del Papa.
Negli Articoli di Smalcalda, Lutero ha riassunto quello che considerava essere l'insegnamento più importante nel Cristianesimo. Gli "Articoli" sono stati molto apprezzati da Giovanni Federico I che ordinò che essi facessero parte delle sue ultime volontà e del suo testamento. E anche se non sono stati adottati nel corso della riunione della Lega di Smalcalda nel 1537, sono stati ampiamente utilizzati e sono stati incorporati nel Libro di Concordia nel 1580 come una delle  Confessioni luterane della fede.
Anche se il Concilio previsto (con i luterani) non si tenne mai, gli Articoli di Smalcalda sono stati visti come una integrazione per le altre confessioni della Chiesa luterana e sono ancora in uso oggi. Essi sono inclusi nel Libro di Concordia.

## Primo articolo
Ecco il primo articolo, quello fondamentale
Gesù Cristo, nostro Dio e Signore, è «morto per il nostro peccato ed è stato risuscitato per la nostra giustificazione» (Romani 4,25); egli solo «è l'Agnello di Dio che toglie i peccati del mondo» (Giovanni 1,29); «Dio ha messo su di lui i peccati di noi tutti» (Isaia 53,6); inoltre: «Tutti sono peccatori e sono giustificati senza merito per la sua grazia mediante la redenzione di Cristo Gesù, nel suo sangue». ecc. (Romani 3,23-25). Ora, siccome queste cose devono essere credute e non si possono ottenere né afferrare mediante un'opera una legge o un merito, è chiaro che solo quella fede ci giustifica… Su questo articolo non si può cedere o fare concessioni, neppure se dovessero cadere il cielo e la terra, o tutto ciò che è perituro.

## Traduzioni
Gli Articoli di Smalcalda sono disponibili nelle seguenti traduzioni in italiano e in inglese:
- Martin Lutero, Gli articoli di Smalcalda. I fondamenti della fede (1537-38), a cura di Paolo Ricca, Torino, Claudiana, 1992.
- Bente, F., translator and editor. Concordia Triglotta. St. Louis: Concordia Publishing House, 1921.
- Kolb, Robert and Timothy J. Wengert, eds.  The Book of Concord: The Confessions of the Evangelical Lutheran Church.  Minneapolis: Fortress Press, 2000.  ISBN 0-8006-2740-7
- McCain, Paul T., Robert C. Baker, Gene Edward Veith, and Edward A. Engelbrecht, eds. Concordia: The Lutheran Confessions — A Reader's Edition of the Book of Concord. St. Louis: Concordia Publishing House, 2005. ISBN 0-7586-0806-3
- Tappert, Theodore G., ed.  The Book of Concord: The Confessions of the Evangelical Lutheran Church. Philadelphia: Fortress Press, 1959. ISBN 0-8006-0825-9